# گمینا ویننگتسا
گمینا ویننگتسا (به لهستانی:  Gmina Winnica) یک گمینا در لهستان است که در شهرستان پووتوسک واقع شده‌است. گمینا ویننگتسا ۱۱۵٫۰۹ کیلومتر مربع مساحت و ۴٬۱۱۶ نفر جمعیت دارد.